# Потоцька волость (Кременчуцький повіт)
Потоцька волость ( інш. назва Потіцька, Потоківська)— адміністративно-територіальна одиниця Кременчуцького повіту Полтавської губернії з центром у містечку Потоки.
Старшинами волості були:
- 1900 року Савва Юхимович Кондратець[1];
- 1904 року Юхим Семенович Бегма[2];
- 1913 року Захарій Герасимович Лаврик[3];
- 1915 року Петро Петрович Штепа[4].

## Населені пунктки
Найважливіші поселення за описом 1885 року:
- Потоки - містечко при річці Псел, дворів - 190, жителів - 1390, волосне правління, 2 церковно-парафіяльні школи, 3 постоялі двори, 3 лавки, 2 ярмарки, 19 вітряних млинів. В 3 верстах - залізнична станція Потоки. В 2 верстах - залізнична станція Гавшина.
- Дмитрівка - село при річці Псел, дворів - 105, жителів - 807, церква православна, єврейський молитвений дім,  3 постоялі двори, 4 лавки, 7 вітряних млинів, маслобійний завод.

Список населених пунктів Потоцької волості станом на 1910 рік
- Бабичі х., Потіцька (Потоківська, Потоцька) волость
- Бабки х. (при ек. Костянтигір), Потіцька (Потоківська, Потоцька) волость
- Бабки х., Потіцька (Потоківська, Потоцька) волость
- Бабки х., Солоницька волость Бабушани х., Потіцька (Потоківська, Потоцька) волость
- Базавлуки х., Потіцька (Потоківська, Потоцька) волость
- Балей (Дмитрівка) х., Потіцька (Потоківська, Потоцька) волость
- Барбаричі х., Потіцька (Потоківська, Потоцька) волость
- Батраки х., Потіцька (Потоківська, Потоцька) волость
- Бегми х., Потіцька (Потоківська, Потоцька) волость
- Бегми х., Потіцька (Потоківська, Потоцька) волость
- Безборошна х., Потіцька (Потоківська, Потоцька) волость
- Білани х., Потіцька (Потоківська, Потоцька) волость
- Білики х., Потіцька (Потоківська, Потоцька) волость
- Білоцерківці х., Потіцька (Потоківська, Потоцька) волость
- Богодисти х., Потіцька (Потоківська, Потоцька) волость
- Богодисти х., Потіцька (Потоківська, Потоцька) волость
- Бужинський х., Потіцька (Потоківська, Потоцька) волость
- Булати х., Потіцька (Потоківська, Потоцька) волость
- Булахи х., Потіцька (Потоківська, Потоцька) волость
- Ванжули х., Потіцька (Потоківська, Потоцька) волость
- Василини х., Потіцька (Потоківська, Потоцька) волость
- Возні хх., Потіцька (Потоківська, Потоцька) волость
- Волокити х., Потіцька (Потоківська, Потоцька) волость
- Волошини х., Потіцька (Потоківська, Потоцька) волость
- Волошини х., Потіцька (Потоківська, Потоцька) волость
- Галичі х., Потіцька (Потоківська, Потоцька) волость
- Гальченки х., Потіцька (Потоківська, Потоцька) волость
- Ганчарі (Солончуєви) х., Потіцька (Потоківська, Потоцька) волость
- Ганчарі (Шульги) х., Потіцька (Потоківська, Потоцька) волость
- Ганчарі х., Потіцька (Потоківська, Потоцька) волость
- Голубниче х., Потіцька (Потоківська, Потоцька) волость
- Григори х., Потіцька (Потоківська, Потоцька) волость
- Дейни х., Потіцька (Потоківська, Потоцька) волость
- Дешеві х., Потіцька (Потоківська, Потоцька) волость
- Дзюби х., Потіцька (Потоківська, Потоцька) волость
- Дмитрівка с., Потіцька (Потоківська, Потоцька) волость
- Довгий х., Потіцька (Потоківська, Потоцька) волость
- Дуканичі х., Потіцька (Потоківська, Потоцька) волость
- Дякінці х., Потіцька (Потоківська, Потоцька) волость
- Ємці (Дмитрівка) х., Потіцька (Потоківська, Потоцька) волость
- Золотарівка х., Потіцька (Потоківська, Потоцька) волость
- Зубри (Гаражі) х., Потіцька (Потоківська, Потоцька) волость
- Зубри (Зубріїви) х., Потіцька (Потоківська, Потоцька) волость
- Іванці х., Потіцька (Потоківська, Потоцька) волость
- Кагали х., Потіцька (Потоківська, Потоцька) волость
- Келеберда х., Потіцька (Потоківська, Потоцька) волость
- Кириленки х., Потіцька (Потоківська, Потоцька) волость
- Кияшки х., Потіцька (Потоківська, Потоцька) волость
- Кіндратці х., Потіцька (Потоківська, Потоцька) волость
- Кокоші х., Потіцька (Потоківська, Потоцька) волость
- Коломийці х., Потіцька (Потоківська, Потоцька) волость
- Коломийців х., Потіцька (Потоківська, Потоцька) волость
- Короп’я х., Потіцька (Потоківська, Потоцька) волость
- Костянтигір ек. (х. Бабки), Потіцька (Потоківська, Потоцька) волость
- Криси х., Потіцька (Потоківська, Потоцька) волость
- Кузьменки х., Потіцька (Потоківська, Потоцька) волость
- Кушпатівського х., Потіцька (Потоківська, Потоцька) волость
- Лахни х., Потіцька (Потоківська, Потоцька) волость
- Лиходії (Горові, Великі) х., Потіцька (Потоківська, Потоцька) волость
- Лук’янці х., Потіцька (Потоківська, Потоцька) волость
- Манжули х., Потіцька (Потоківська, Потоцька) волость
- Маркові (Гусари) хх., Потіцька (Потоківська, Потоцька) волость
- Муращенки (Чукани) х., Потіцька (Потоківська, Потоцька) волость
- Неліпи х., Потіцька (Потоківська, Потоцька) волость
- Новоселівка х., Потіцька (Потоківська, Потоцька) волость
- Обиточок х. (при м. Потоки), Потіцька (Потоківська, Потоцька) волость
- Огнівенка х., Потіцька (Потоківська, Потоцька) волость
- Онишки х., Потіцька (Потоківська, Потоцька) волость
- Онищенки х., Потіцька (Потоківська, Потоцька) волость
- Онуфрії х., Потіцька (Потоківська, Потоцька) волость
- Остапці х., Потіцька (Потоківська, Потоцька) волость
- Паськи х., Потіцька (Потоківська, Потоцька) волость
- Перев’язки х., Потіцька (Потоківська, Потоцька) волость
- Петренка х., Потіцька (Потоківська, Потоцька) волость
- Петрівський х., Потіцька (Потоківська, Потоцька) волость
- Пилипенки х., Потіцька (Потоківська, Потоцька) волость
- Піддубні х., Потіцька (Потоківська, Потоцька) волость
- Потоки м-ко, Потіцька (Потоківська, Потоцька) волость
- Похилі х., Потіцька (Потоківська, Потоцька) волость
- Прядки х., Потіцька (Потоківська, Потоцька) волость
- Радьки х., Потіцька (Потоківська, Потоцька) волость
- Раці х., Потіцька (Потоківська, Потоцька) волость
- Редути х., Потіцька (Потоківська, Потоцька) волость
- Репетилі хх., Потіцька (Потоківська, Потоцька) волость
- Рижі х., Потіцька (Потоківська, Потоцька) волость
- Романки х., Потіцька (Потоківська, Потоцька) волость
- Романюхи х., Потіцька (Потоківська, Потоцька) волость
- Рудаки х., Потіцька (Потоківська, Потоцька) волость
- Сажки (Ракитний) х., Потіцька (Потоківська, Потоцька) волость
- Сажки х., Потіцька (Потоківська, Потоцька) волость
- Скляри х., Потіцька (Потоківська, Потоцька) волость
- Сліпці (Горянські) х., Потіцька (Потоківська, Потоцька) волость
- Спішний х., Потіцька (Потоківська, Потоцька) волость
- Старий х., Потіцька (Потоківська, Потоцька) волость
- Степові Кіндратці х., Потіцька (Потоківська, Потоцька) волость
- Степові Щербаки х., Потіцька (Потоківська, Потоцька) волость
- Суки х., Потіцька (Потоківська, Потоцька) волость
- Терещенки д., Потіцька (Потоківська, Потоцька) волость
- Хоружівка х., Потіцька (Потоківська, Потоцька) волость
- Чирвівка Велика х., Потіцька (Потоківська, Потоцька) волость
- Чирвівка Мала х., Потіцька (Потоківська, Потоцька) волость
- Шкиндири х., Потіцька (Потоківська, Потоцька) волость
- Шматки х., Потіцька (Потоківська, Потоцька) волость
- Шпиль х., Потіцька (Потоківська, Потоцька) волость
- Штепи х., Потіцька (Потоківська, Потоцька) волость
- Штефани х., Потіцька (Потоківська, Потоцька) волость
- Щербаки х., Потіцька (Потоківська, Потоцька) волость
- Ярини х., Потіцька (Потоківська, Потоцька) волость